# Un mondo nuovo (film 1966)
Un mondo nuovo (Un monde nouveau) è un film del 1966 diretto da Vittorio De Sica.

## Trama
Dopo essersi conosciuti ad una festa Anne, studentessa di medicina e Carlo, fotografo italiano, trascorrono la notte assieme. Anne rimane subito incinta ma sia lei che Carlo, sia pure per ragioni differenti, esitano ad accettare l'arrivo di un bambino.